# Прюмли
Прю́мли (эст. Prümli) — бывшая деревня в  волости Ярва (до 2017 года — в волости Амбла), уезда Ярвамаа, Эстония.

## История
В 1629 году швед Магнус фон Бруммер (Magnus von Bruemmer) приобрёл в качестве лена деревни Хейнаметса (эст. Heinametsa) и Алавере (эст. Alavere, на рубеже XIV–XV столетий упоминается как Allauer, в 1858 году — Allafer). К 1663 году на землях деревни Хейнаметса была основана мыза, которую на эстонском языке стали называть по имени её владельцев ― Прюмли (в письменных источниках 1732 года упоминается Prümmere, 1782 года ― Prümri, 1818 года ― Prümle). На немецком языке она по-прежнему называлась именем, упомянутым ещё в XIV веке ― Heynemetze (в 1686 году упоминается эстоноязычное название Heidmetz). Хотя деревня Алавере упоминается в документах до второй половины XIX века, её, как единственную деревню мызы, в народе также называли Прюмли, и к концу XIX века это название стало официальным. В 1869 году мыза Прюмли была объединена с мызой Рава, и она стала полумызой (фактически — поселением). Таким образом, стали существовать деревня и поселение с одним названием. 
В 1886 году в волостную школу, работавшую в деревне Прюмли, поступил учиться Антон Ханзен, будущий эстонский писатель А. Х. Таммсааре.
В 1977 году, в период кампании по укрупнению деревень, поселение Прюмли было объединено с деревней Рака, а деревня Прюмли — с деревней Йыгисоо. В южной части деревни находились группы хуторов Килгимяэ (на кадастровой карте 1930-х годов упоминаются как эст. Prümli-Aru) и Сепааллика (эст. Sepaallika). В северной части находилась банная деревня Кайемяэ (эст. Kaiemäe).